# Ҫ
Ҫ, ҫ – litera rozszerzonej cyrylicy wykorzystywana w językach baszkirskim i czuwaskim. W baszkirskim używana jest do oznaczania dźwięku [θ], tj. spółgłoski szczelinowej międzyzębowej bezdźwięcznej, a w czuwaskim odpowiada dźwiękowi [ɕ], czyli spółgłosce szczelinowej dziąsłowo-podniebiennej bezdźwięcznej (polskie Ś).
W baszkirskim alfabecie arabskim, używanym w latach 1923–1930, jej odpowiednikiem była litera ث‬.

## Kodowanie
| Znak                   | Ҫ                                         | Ҫ                                         | ҫ                                       | ҫ                                       |
| ---------------------- | ----------------------------------------- | ----------------------------------------- | --------------------------------------- | --------------------------------------- |
| Nazwa w Unikodzie      | cyrillic capital letter es with descender | cyrillic capital letter es with descender | cyrillic small letter es with descender | cyrillic small letter es with descender |
| Kodowanie              | dziesiątkowo                              | szesnastkowo                              | dziesiątkowo                            | szesnastkowo                            |
| Unicode                | 1194                                      | U+04AA                                    | 1195                                    | U+04AB                                  |
| UTF-8                  | 210 170                                   | d2 aa                                     | 210 171                                 | d2 ab                                   |
| Odwołania znakowe SGML | &#1194;                                   | &#x04AA;                                  | &#1195;                                 | &#x04AB;                                |